# Karol Konstanty Grygowicz
Karol Konstanty Grygowicz (ur. 10 grudnia 1782 w Krakowie, zm. 25 listopada 1855 w Kaliszu) – polski doktor medycyny i chirurgii, żołnierz Księstwa Warszawskiego i urzędnik Królestwa Polskiego.

## Życiorys
Syn Daniela i Zofii z Hermanowskich urodził się 10 grudnia 1782 w Krakowie. W rodzinnym mieście ukończył szkołę średnią i podjął studia na medyczne w Szkole Głównej Krakowskiej. w 1806 uzyskał dyplom doktora medycyny i w następnym roku był w 4. pułku piechoty wojsk Księstwa Warszawskiego jako urzędnik zdrowia.
Brał udział w wojnie z Austrią oraz w kampanii hiszpańskiej w latach 1808-11, oraz w bitwie pod Berezyną, Dreznem i Lipskiem. W 1814 przeniesiony do pułku krakusów.
W Królestwie Polskim był szefem biura w wydziale lekarskim w Komisji Rządowej Wojny. W 1820 należał do współzałożycieli Towarzystwa Lekarskiego Warszawskiego.
Odznaczony Krzyżem Złotym Orderu Virtuti Militari, Krzyżem Kawalerskim Legii Honorowej, Orderem Świętego Stanisława 3 klasy oraz Znakiem Honorowym za 20 lat nieskazitelnej służby wojskowej.
Brał udział w powstaniu listopadowym w Dozorze Szpitali Wojskowych oraz jako szef zarządu szpitali po dymisji J.Stummera.
W latach 1830–35 był wiceprezesem Towarzystwa Lekarskiego Warszawskiego a następnie przeniósł się do Pińczowa. Praktykował również w Busku jako starszy lekarz szpitala św. Mikołaja. W prasie warszawskiej opisywał właściwości wód w Busku. Był autorem broszury "Opis Buska". W 1843 otrzymał szlachectwo.
Żonaty z Józefą Teklą Malinowska, z którą miał pięcioro dzieci: Józefa Alojzego Bonawenturę, Zofię Anastazję Teonę, Daniela Karola, Natalię, Zofię Agnieszkę Kazimierę.
W ostatnich latach życia zamieszkał w Kaliszu i tam zmarł 25 listopada 1855.